# Бобро Михайло Архипович
Бобро Михайло Архипович (нар.23 квітня 1936) — доктор сільськогосподарських наук, професор, член-кореспондент Національної академії аграрних наук, президент МАН Харківщини, член науково-координаційної ради при Харківській обласній державній адміністрації, член методичної комісії НААН з проблем рослинництва, член ДАК Міністерства освіти України, член спецрад для захисту дисертацій (Інститут рослинництва ім. В. Я. Юр'єва НААН, Інститут цукрових буряків), член Центру наукового забезпечення, голова експертної комісії ХНАУ ім. В. В. Докучаєва, Почесний завідувач кафедри рослинництва Харківського національного аграрного університету ім. В. В. Докучаєва; професор кафедри Державного біотехнологічного університету.

## Біографія
Михайло Архипович народився 23 квітня 1936 року в селі Мельникове Валківського району Харківської області.
З 1943 по 1951 роки навчався в Мельниківській середній школі.
З 1951 по 1955 роки навчався в Липкуватівському сільськогосподарському технікумі.
З 1954 по 1955 роки був агрономом-практикантом радгоспу «Комінтерн» Нововодолазьського району Харківської області.
Протягом 1955—1960 років навчався у Харківському сільськогосподарському інституті ім. В. В. Докучаєва.
З 1959 по 1960 роки був агрономом-практиком Первухінського цукрокомбінату (Карлівський відділок).
Протягом 1960—1962 років працював агрономом Олександрівського бурякорадгоспу Вовчанського району.
У січні 1966 року було запрошено на педагогічну роботу — асистентом кафедри рослинництва Харківського сільськогосподарського інституту ім. В. В. Докучаєва.
У 1967 році Михайло Архипович захистив кандидатську дисертацію на тему «Влияние гидрозида малеиновой кислоты на урожай, сахаристость, сохранность и семенную продуктивность маточной сахарной свеклы в Левобережной Лесостепи УССР» (укр. Вплив гідразиду малеїнової кислоти на врожай, цукристість і насіннєва продуктивність маточного цукрового буряка у Лівобережному Лісостепу УРСР).
З 1969 по 1973 роки доцент кафедри рослинництва.
У 1975 році захистив докторську дисертацію на тему «Гидразид малеиновой кислоты как средство повышения продуктивности сахарной свеклы» (укр. Гідразид малеїнової кислоти як засіб підвищення продуктивності цукрового буряка), а у 1976 році було присвоєно звання професора.
Протягом 1976—1980 років працював на посаді професора кафедри рослинництва.
У 1980 році був обраний на посаду завідувача кафедри рослинництва, яку очолював понад 37 років.
Протягом 1985—1990 років був членом експертної ради ВАК СРСР, Москва.
З 1989 по 2004 роки Президент Харківського територіального відділення Малої академії наук України.
У 1993 році був обраний членом-кореспондентом Національної аграрної академії України у відділенні рослинництва.
Протягом 2000—2003 років був членом експертної ради ВАК України, Київ.
З 2017 року почесний завідувач кафедри рослинництва Харківського національного аграрного університету ім. В. В. Докучаєва.
З 2021 року професор кафедри рослинництва Державного біотехнологічного університету.

## Праці
Михайло Архипович автор 175 наукових праць, має 3 авторських свідоцтва. Наукові розробки включено в підручники, галузеві рекомендації для виробництва, а також у Державний Технологічний регламент вирощування і переробки цукрових буряків. Є статті в наукометричній базі Scopus.

## Відзнаки та нагороди
- орден «Знак пошани» (1983);
- медаль «За трудову відзнаку»;
- медаль «За трудову доблесть»;
- медаль «Ветеран праці»;
- почесні грамоти Міністерства сільського господарства і Міністерства вищої освіти СРСР, ВАСГНІЛ, УААН, Мінагрополітики України;
- відзнака «За заслуги в галузі вищої освіти СРСР» (2001);
- відзнака «Відмінник освіти України» (2001);
- медалі і дипломи ВДНГ СРСР і України;
- учений-дипломат 5-го конкурсу «Вища школа Харківщини — кращі імена» у номінації «Викладач професійно орієнтованих дисциплін» (2003);
- найвищі нагороди УААН — почесна відзнаку НААН України (2006, 2017).